# Raggio metallico
In ambito chimico il raggio metallico è definito come la metà della distanza tra due atomi metallici adiacenti in un solido metallico. Questo raggio dipende dalla natura dell'atomo e dal suo numero di coordinazione all'interno del reticolo.
| Numero di coordinazione | Raggio relativo |
| ----------------------- | --------------- |
| 12                      | 1,00            |
| 8                       | 0,97            |
| 6                       | 0,96            |
| 4                       | 0,88            |

Si osserva che il raggio metallico di un certo elemento cresce al crescere del suo numero di coordinazione. Esaminando un gran numero di sistemi, Victor Goldschmidt trovò che in media i raggi relativi di un dato elemento in funzione del numero di coordinazione sono nei rapporti mostrati in tabella 1. Per confrontare proprietà periodiche delle dimensioni di elementi differenti si applica la cosiddetta correzione di Goldschmidt, convertendo i valori osservati ai valori che gli atomi avrebbero in un reticolo con impacchettamento compatto, cioè con numero di coordinazione 12. I valori così corretti di raggio metallico sono riportati in tabella 2. Per gli elementi del blocco p altri testi riportano valori differenti.
In generale si può notare che i valori di raggio metallico calano lungo un periodo a causa dell'aumento della carica nucleare effettiva, che non è compensata dall'aumento del numero di elettroni di valenza. I raggi metallici inoltre aumentano scendendo lungo un gruppo dato che cresce il numero quantico principale. Passando dal quinto al sesto periodo il raggio metallico cresce di poco come conseguenza della contrazione lantanidica.
| Z  | Simbolo | rmetal (pm) |
| -- | ------- | ----------- |
| 3  | Li      | 157         |
| 4  | Be      | 112         |
| 5  | B       | 88          |
| 6  | C       | 77          |
| 7  | N       | 74          |
| 8  | O       | 73          |
| 9  | F       | 71          |
| 10 | Ne      | -           |
| 11 | Na      | 191         |
| 12 | Mg      | 160         |
| 13 | Al      | 143         |
| 14 | Si      | 118         |
| 15 | P       | 110         |
| 16 | S       | 104         |
| 17 | Cl      | 99          |
| 18 | Ar      | -           |
| 19 | K       | 235         |
| 20 | Ca      | 197         |
| 21 | Sc      | 164         |
| 22 | Ti      | 147         |
| 23 | V       | 135         |
| 24 | Cr      | 129         |
| 25 | Mn      | 137         |
| 26 | Fe      | 126         |
| 27 | Co      | 125         |
| 28 | Ni      | 125         |
| 29 | Cu      | 128         |
| 30 | Zn      | 137         |
| 31 | Ga      | 140         |
| 32 | Ge      | 122         |
| 33 | As      | 122         |
| 34 | Se      | 117         |
| 35 | Br      | 114         |
| 36 | Kr      | -           |
| 37 | Rb      | 250         |
| 38 | Sr      | 215         |
| 39 | Y       | 182         |
| 40 | Zr      | 160         |
| 41 | Nb      | 147         |
| 42 | Mo      | 140         |
| 43 | Tc      | 135         |
| 44 | Ru      | 134         |
| 45 | Rh      | 134         |
| 46 | Pd      | 137         |
| 47 | Ag      | 144         |
| 48 | Cd      | 152         |
| 49 | In      | 150         |
| 50 | Sn      | 140         |
| 51 | Sb      | 141         |
| 52 | Te      | 135         |
| 53 | I       | 133         |
| 54 | Xe      | -           |
| 55 | Cs      | 272         |
| 56 | Ba      | 224         |
| 57 | La      | 188         |
| 72 | Hf      | 159         |
| 73 | Ta      | 147         |
| 74 | W       | 141         |
| 75 | Re      | 137         |
| 76 | Os      | 135         |
| 77 | Ir      | 136         |
| 78 | Pt      | 139         |
| 79 | Au      | 144         |
| 80 | Hg      | 155         |
| 81 | Tl      | 155         |
| 82 | Pb      | 154         |
| 83 | Bi      | 152         |